# Ochenta's
Ochenta's è il secondo album in studio della cantante spagnola Soraya Arnelas, pubblicato nel 2006.
Nel disco sono presenti alcune cover anche di artisti italiani.

## Tracce
1. Self Control
2. Call Me
3. Don't Go
4. High Energy
5. Because the Night
6. Gonna Get Along Without You Now
7. Don't You Want Me
8. Send Me an Angel
9. Face to Face
10. Just Can't Get Enough
11. Tarzan Boy